# 이냐치오 라루사

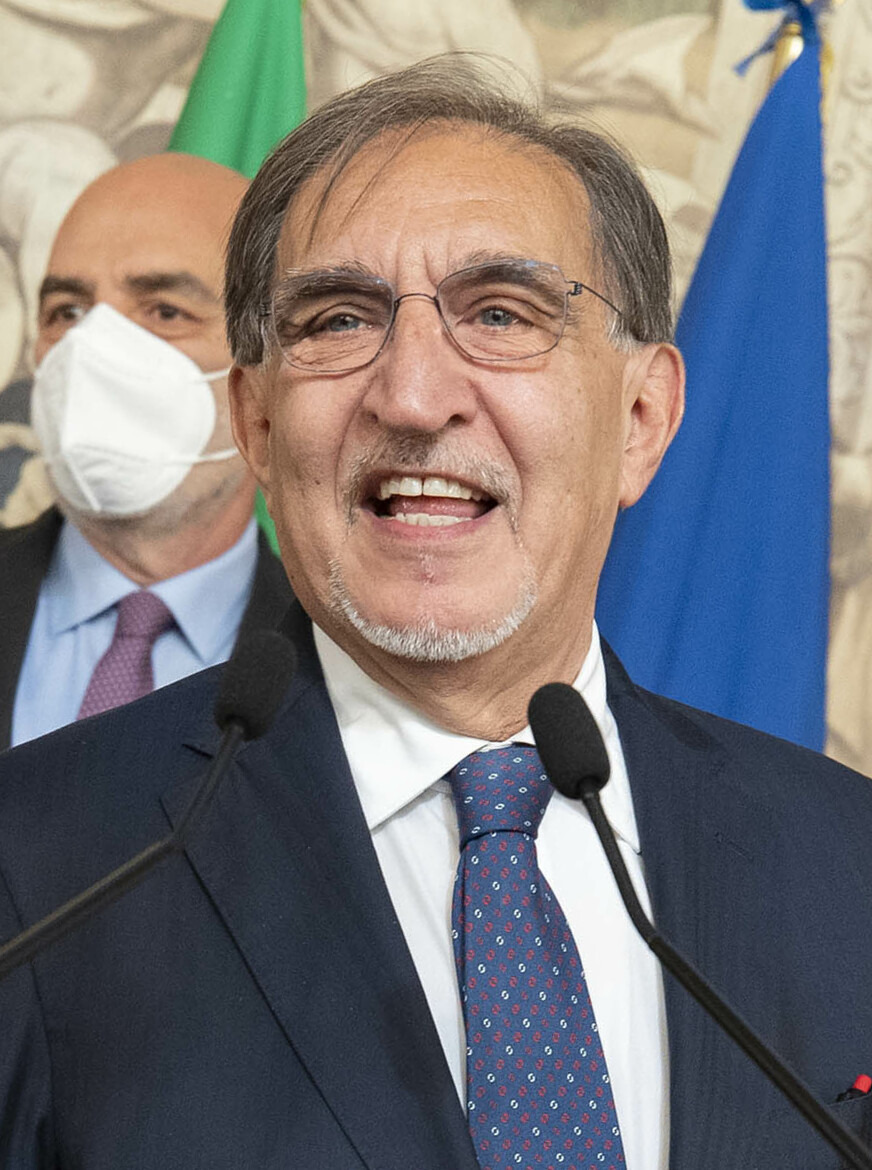
이냐치오 라루사

이냐치오 베니토 마리아 라루사(이탈리아어: Ignazio Benito Maria La Russa, 1947년 7월 18일 ~ )는 이탈리아의 정치인이다. 제4차 실비오 베를루스코니 내각에서 국방장관을 지냈으며, 2018년 이래 제18대 상원의 부의장을 역임하는 중이다.
2008년 5월 11일 잔프랑코 피니의 국가동맹의 임시 대표가 되었으며, 이 당은 2009년 3월 29일 베를루스코니의 자유민중과 합당되었다. 2012년 12월 17일까지 산드로 본디, 데니스 베르디니와 함께 인민당의 국가조정관을 지냈으나, 이후 탈당하여 국민중도우파당을 창당했으며, 조르자 멜로니, 기도 크로세토와 함께 이탈리아의 형제들(이하 형제당)을 결성해 2013년 총선에 도전하게 되었다. 2013년 4월 4일부터 2014년 3월 8일까지 형제당의 대표직을 역임했다.